# Штер, Георгий Карлович
Георгий Карлович Штер (1857—1898) — российский статистик, профессор политической экономии и статистики Казанского университета.

## Биография
Родился в Дерпте в семье чиновника 30 июня (12 июля) 1857 года. Учился в Дерптской гимназии и Дерптском университете, из которого за сочинение «Ueber die Kopfstener»  в 1880 году был выпущен со степенью кандидата.
Обе свои диссертации (магистерскую и докторскую) он посвятил русской артели. Он «ставит артель в связь с первобытной семьей и корень её усматривает в семьеподобной организации лиц, по каким-либо причинам оторванных от родных семейств и создающих в артельной форме суррогат семейного уклада». Г. А. Штер был сторонником австрийской школы политической экономии.
Защита докторской диссертации состоялась 25 мая 1891 года, а 1 июля он был назначен в Казанский университет экстраординарным профессором по кафедре политической экономии и статистики; 23 декабря 1894 года был утверждён ординарным профессором.
Скончался в Казани 18 (30) мая 1898 года от чахотки. Успел издать первую часть «Краткого курса статистики» (Казань: типо-лит. Ун-та, 1898. — 264 с.); вторая часть появилась после его смерти (Казань: типо-лит. Ун-та, 1900. — 265—323 с.). Известен также его доклад на петербургской сессии международного статистического института в 1897 году: «Несколько слов о статистическом методе» и «Критический разбор книги П. А. Никольского „Основные вопросы страхования“» (Казань : типо-лит. Ун-та, 1896).